# 红海省 (埃及)
紅海省（阿拉伯语：محافظة البحر الأحمر），是埃及的一個省，位于埃及東南部，首府为洪加達。東臨紅海，亦即省名的來源，南与苏丹共和国的紅海州接壤，面积12萬平方千米。2011年，人口313143。
與蘇丹存有領土爭議的哈拉伊卜三角区被埃及劃歸紅海省。